# Laura Gilpin
Laura Gilpin (* 22. April 1891 in Austin Bluffs bei Colorado Springs; † 30. November 1979 in Santa Fe) war eine US-amerikanische Fotografin.

## Leben
Laura Gilpins Eltern waren Farmer, ein Onkel ihres Vaters war William Gilpin, ein Gouverneur der Pionierzeit. Ihre Mutter musste zur Niederkunft einen Geburtshelfer aufsuchen, der in einhundert Kilometer Entfernung von ihrer damaligen Farm praktizierte. Ihr Vater wechselte häufig die Arbeitsstellen und die Familie lebte ab 1896 für wenige Jahre in der Stadt in Colorado Springs. Laura durchlief danach verschiedene Internate und besuchte auch kurzzeitig das New England Conservatory of Music.
Bei einem Besuch in New York City wurde 1905 von ihr und ihrem acht Jahre jüngeren Bruder im Studio von Gertrude Käsebier ein Porträtfoto gemacht. Auf Käsebiers Empfehlung hin entschloss Gilpin sich, im Jahr 1916 einen 28-wöchigen Fotografierkurs bei Clarence Hudson White in New York zu belegen, wo sie auch Schülerin von Max Weber wurde. Sie freundete sich mit der Bildhauerin Brenda Putnam an und lebte viele Jahre mit Elizabeth Forster zusammen. In Colorado Springs eröffnete sie ein Fotostudio, wohnte aber auch als Haushälterin ihres Vaters, der in verschiedenen Städten jobbte, in anderen Orten. 1925 sorgte sie in New York dafür, dass Herbert Putnam für die Library of Congress Fotografien erstmals nicht aus dokumentarischen, sondern aus künstlerischen Gründen anschaffte. In dem Jahr porträtierte sie den Pianisten Harold Bauer. 1924 machte sie zusammen mit Brenda und Betsy ihre erste Tour in den Südwesten nach Mesa Verde. 1927 gab sie ihren ersten Fotoband The Pikes Peak Region heraus, der sich allerdings schlecht verkaufte. Bereits 1929 verzeichnete sie erste Ausstellungen und 1930 einen Ankauf durch die Library of Congress.

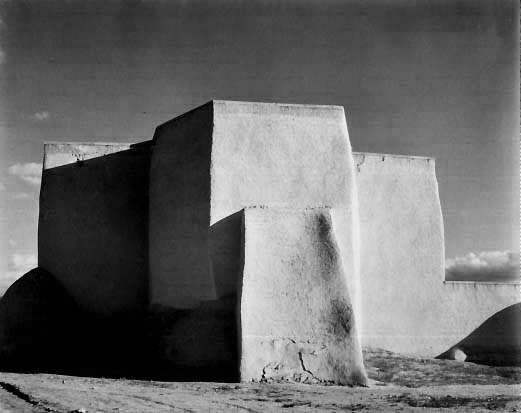
Missionskirche in Ranchos de Taos. Aufnahme aus dem Jahr 1930

In der Zeit der Großen Depression unternahm sie Anfang der 1930er Jahre mit Betsy mehrere Touren in das Gebiet der Navajo und begann auch Aufnahmen für Diapositive herzustellen, die sie zum Beispiel bei einer Arbeitssitzung des Anthropologischen Instituts in Santa Fe zeigte. 1932 machte sie eine erste Expedition nach Yucatán.
Von 1942 bis 1944 war sie beim Flugzeugbauer Boeing in Wichita (Kansas) in einem Betrieb mit 28.000 Beschäftigten als Werksfotografin angestellt. 1945 führte sie ihr Rio-Grande-Projekt, die 3000 km Flusslandschaft von der Quelle bis zur Mündung aufzunehmen, durch. Das Buch wurde gut angenommen, so dass sie sich, ermutigt von Clyde Kluckhohn, erneut den Navajo widmen wollte. Das Projekt zog sich, da sie immer am Existenzminimum lebte, bis zur Publikation von The Enduring Navaho im Jahr 1968 hin, das Buch widmete sie Betsy. Die mit dem Buch verbundene Ausstellung ihrer Fotografien führte zu einer größeren Anerkennung, und ihr wurde 1970 die Ehrendoktorwürde der University of New Mexico verliehen, ebenso 1979 die des Colorado College. Die School of American Research in Santa Fe förderte ihr Projekt im Canyon de Chelly, das sie aber nicht mehr abschloss. Nachdem sie sich in ihrem beruflichen Leben viermal vergeblich um ein Stipendium bei der Guggenheim-Stiftung beworben hatte, erhielt sie nun, mit 83 Jahren, eine Fellowship, mit deren Mitteln sie ihre Platin-Abzüge vervollständigen konnte.
Gilpin beherrschte wie andere Piktorialisten den Platin-Abzug, den sie, obwohl er mehr Zeit in Anspruch nahm, den anderen Verfahren vorzog. Ihren Nachlass verwaltet das Amon Carter Museum in Fort Worth, Texas.

## Schriften (Auswahl)
- The Pueblos: A Camera Chronicle. Hastings house 1941
- Temples in Yucatán: A Camera Chronicle of Hichen Itza. Hastings House 1948
- The Rio Grande: River of Destiny. Duell, Sloan and Pearce 1949
- The early work of Laura Gilpin, 1917-1932. Center for Creative Photography, University of Arizona, 1981
- The Enduring Navajo. University of Texas Press, 1987 ISBN 978-0-292-72058-9